# كعكة المشيمة
كعكة المشيمة هي طبق من اليونان القديمة وروما يتكون من طبقات عديدة من العجين تتخللها خليط من الجبن والعسل ومنكهة بأوراق الغار، تُخبز ثم تُغطى بالعسل. تم ذكر الحلوى في النصوص الكلاسيكية مثل القصائد اليونانية لأرشستراتوس وأنتيفانيس ، وكذلك كتاب في الفلاحة لكاتو الأكبر. يُعتقد أنه مرتبط بالبقلاوة.

## التاريخ
يزعم معظم الناس أن المشيمة، مستمدة من وصفة من اليونان القديمة؛ ويزعم القوميون اليونانيون أن البقلاوة كذلك أيضًا. تذكر ملحمة هوميروس الأوديسة، التي كتبت حوالي عام 800 قبل الميلاد، الخبز الرقيق المحلى بالجوز والعسل. في القرن الخامس قبل الميلاد، ذكر فيلوكسينوس في قصيدته " العشاء " أنه في الدورة الأخيرة من الشرب في الوجبة، كان المضيفون يقومون بإعداد وتقديم كعكة الجبن المصنوعة من الحليب والعسل والتي كانت تُخبز في شكل فطيرة.